# Violett alspindling
Violett alspindling (Cortinarius bibulus) är en svampart som beskrevs av Quél. 1881. Cortinarius bibulus ingår i släktet Cortinarius och familjen spindlingar.   Inga underarter finns listade i Catalogue of Life.
I den svenska databasen Dyntaxa används istället namnet Cortinarius lilacinopusillus för samma taxon.  Arten är reproducerande i Sverige.